# Gagea cossoniana
Gagea cossoniana är en liljeväxtart som beskrevs av Adolf Adolph A. Pascher. Gagea cossoniana ingår i Vårlökssläktet och i familjen liljeväxter. Inga underarter finns listade.